# ロードハウス/孤独の街 (2024年の映画)
『ロードハウス/孤独の街』（ロードハウス こどくのまち、原題: Road House）は、2024年製作のアメリカ合衆国のアクション映画。
1989年の同名映画のリメイク。ダグ・リーマン監督、ジェイク・ギレンホール主演。2024年3月8日にテキサス州オースティンで開催されたSXSWフィルムで先行上映が行われ、2024年3月21日よりAmazon Prime Videoで世界独占配信公開された。

## あらすじ
ダルトンはかつてUFCのファイターだったが、今は地下格闘技の賞金で生計を立てていた。
ある日、ダルトンはフランキーという女性からフロリダキーズにある彼女の経営するバー「ロードハウス」の用心棒をやらないかと持ち掛けられる。厄介な連中が連日、自分の店に来て荒らし回って困っているという。
その依頼を引き受けたダルトンは、早速その腕っぷしを発揮するが、背後には店を潰そうと暗躍するマフィアのボスの陰謀があった。

## キャスト
※括弧内は日本語吹替。
- ダルトン：ジェイク・ギレンホール（高橋広樹）
- エリー：ダニエラ・メルシオール（朝井彩加）
- ノックス：コナー・マクレガー（ボルケーノ太田）
- ベン・ブラント：ビリー・マグヌッセン（田所陽向）
- フランキー：ジェシカ・ウィリアムズ（田村睦心）
- チャーリー：ハンナ・レイニア（川井田夏海）
- ローラ：B・K・キャノン
- 保安官：ジョアキム・デ・アルメイダ
- カーター：オースティン・ポスト
- デックス：トラヴィス・ヴァン・ウィンクル
- ビリー：ルーカス・ゲイジ
- モー：アルトゥーロ・カストロ
- ヴィンス：ボー・ナップ
- サム：ダレン・バーネット
- リーフ：ドミニク・コロンバス
- ジェットウェイ：ジェイ・ヒエロン